# Терминален емулатор
Терминалният емулатор (известен също като терминално приложение и tty) е софтуер, който симулира видео терминал в рамките на други елементи на дисплея. Въпреки че терминът терминал се идентифицира много пъти като шел и като текстов терминал, понятието терминал се отнася също и до всички отдалечени терминали, включително графични потребителски интерфейси. Терминал падащ в графичния потребителски интерфейс често се нарича прозорец на терминала.
Терминалният прозорец позволява на потребителя да осъществи достъп до текстов терминал и всичките му приложения, като приложения, базирани на интерфейс с команден ред и текстов потребителски интерфейс. Приложенията могат да се пуснат на същия компютър или или на различни компютри чрез Telnet, ssh, dial-up връзка.
Обикновено Unix операционните системи имат няколко терминални прозореца, свързани към един и същ компютър.